# 聖杯皇后

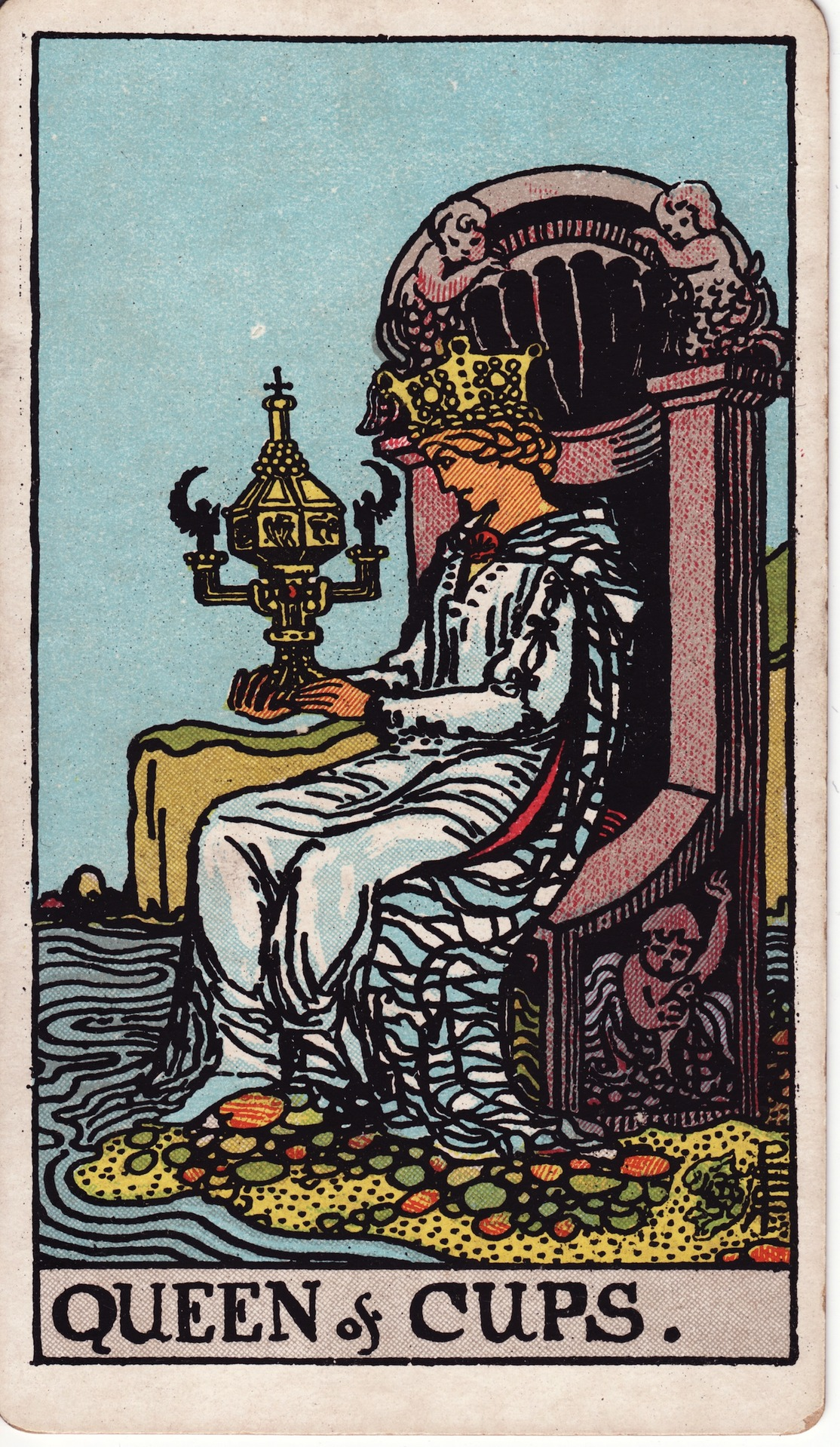
來自韋特塔羅牌的聖杯皇后

聖杯皇后（Queen of Cups）是拉丁套裝撲克牌（義大利、西班牙和塔羅牌）中使用的牌。這是聖杯牌組中的皇后。在塔羅牌中，它是塔羅牌讀者所說的「小阿爾克那」的一部分。
歐洲大部分地區都使用塔羅牌來玩塔羅牌遊戲。在英語國家，塔羅牌遊戲基本上不為人所知，塔羅牌主要用於占卜目的。

## 流行文化
- 2024年美國影集《阿嘉莎：無所不在》被引用主角一行人的代表人物之一。

### 腳註
1. 1 2  Dummett, Michael (1980). The Game of Tarot. Gerald Duckworth and Company Ltd. ISBN 0-7156-1014-7.
2. ↑  Huson, Paul (2004). Mystical Origins of the Tarot: From Ancient Roots to Modern Usage. Vermont: Destiny Books. ISBN 0-89281-190-0.

### 其他
- Gray, Eden (1960) 《塔羅牌揭秘：塔羅牌解讀的現代指南》。新美國圖書館公司的印章書。時代鏡報.靈感之家授權轉載。